# Bojan Bogdanović
Bojan Bogdanović (Mostar, 18 april 1989) is een Bosnisch-Kroatisch basketballer, die speelt voor de Utah Jazz en het Kroatisch basketbalteam.

## Clubcarrière

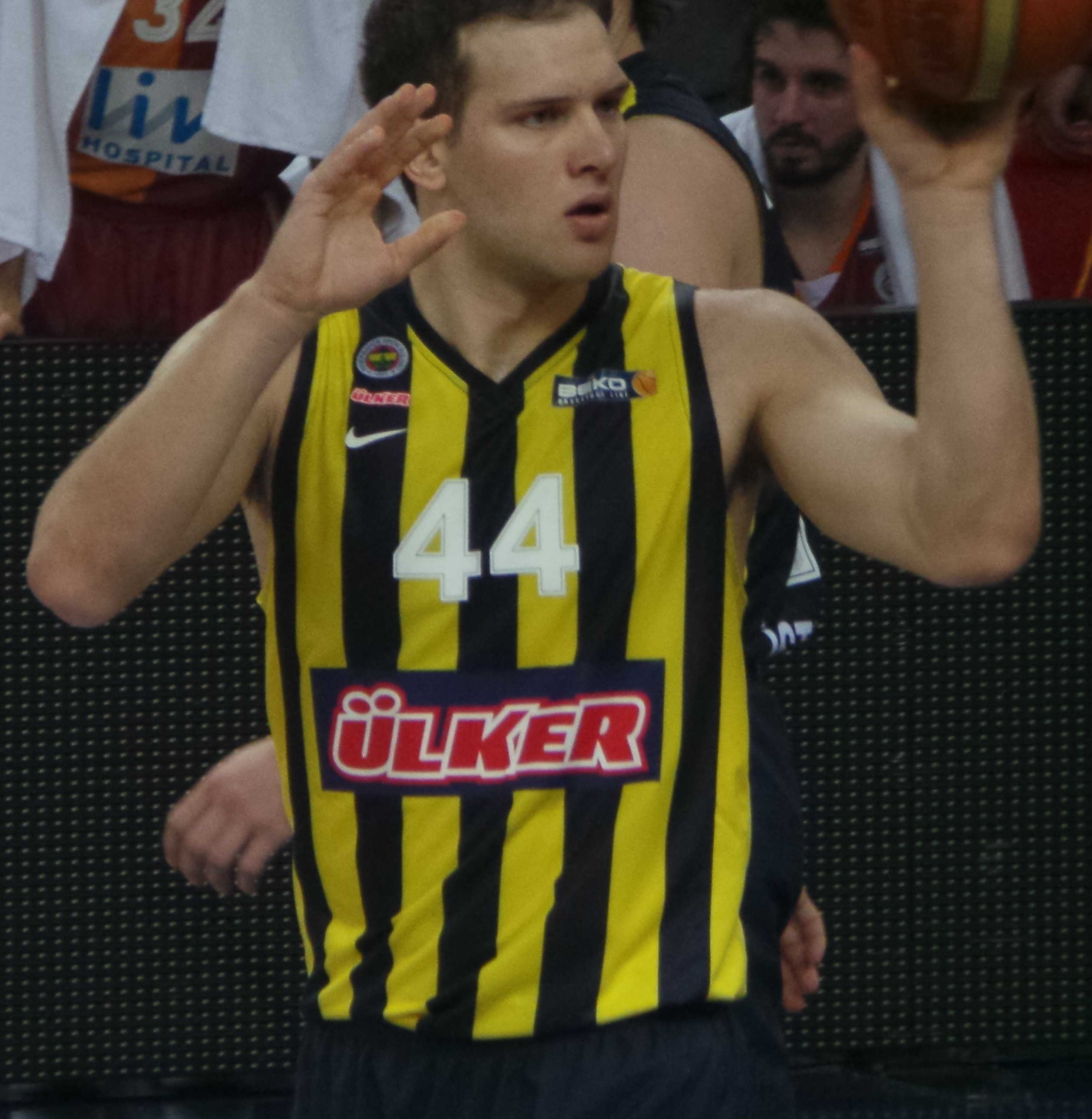
Bogdanović met Fenerbahçe Ülker.

Bogdanović werd geboren in Mostar, waar hij zijn basketbalcarrière begon bij de plaatselijke club HKK Zrinjski Mostar. Hij speelde één seizoen in Mostar, waarna Real Madrid Baloncesto de Kroaat tekende voor vijf jaar. De Spanjaarden leenden Bogdanović in het seizoen 2005/2006 terug aan HKK Zrinjski Mostar. In 2006/2007 en 2007/2008 speelde Bogdanović in het jeugdelftal van Real Madrid. Vervolgens werd de boomlange Kroaat weer uitgeleend aan CB Murcia voor het seizoen 2008/2009. In januari 2009 sloot hij zich weer aan bij het jeugdelftal van de Madrilenen. Daarna vertrok Bogdanović bij Real Madrid.

### KK Cibona Zagreb
In augustus 2009 tekende Bogdanović een vierjarig contract met KK Cibona Zagreb. In juli 2010 verlengde hij het contract met KK Cibona Zagreb met drie jaar. In 2010/2011 werd de samenwerking met de Kroatische club verbroken.

### Fenerbahçe Ülker
Op 19 juni 2011 tekende Bogdanović een contract met het Turkse basketbalteam Fenerbahçe Ülker.

### Brooklyn Nets
De Amerikaanse club Brooklyn Nets werd de volgende bestemming van de Kroaat, waar de Kroatische legende Dražen Petrović ook heeft gespeeld. Bogdanović verbond zich voor drie jaar met de club op 22 juli 2014. In november 2014 scoorde Bogdanović 22 punten in het duel tegen Golden State Warriors. Toch kon hij een nederlaag niet voorkomen, waardoor de Brooklyn Nets voor de vierde keer op rij een nederlaag moesten incasseren. Met 22 punten evenaarde Bogdanović zijn persoonlijke record in de NBA.